# 沃尔默朗日莱米讷
沃尔默朗日莱米讷（法語：Volmerange-les-Mines，法語發音：[vɔlməʁɑ̃ʒ le min]）是法国摩泽尔省的一个市镇，位于该省西北部，北与卢森堡迪德朗日接壤，属于蒂永维尔区。

## 地理
沃尔默朗日莱米讷（49°26'33"N, 6°4'49"E）面积12.92 平方千米，位于法国大東部大區摩泽尔省，该省份为法国东北部内陆省份，是洛林的一部分，西南接默尔特-摩泽尔省，东临下莱茵省，北与卢森堡和德国接壤。
与沃尔默朗日莱米讷接壤的市镇（或旧市镇、城区）包括：埃什朗日、坎芬、奥唐日、罗雄维莱、祖夫根。

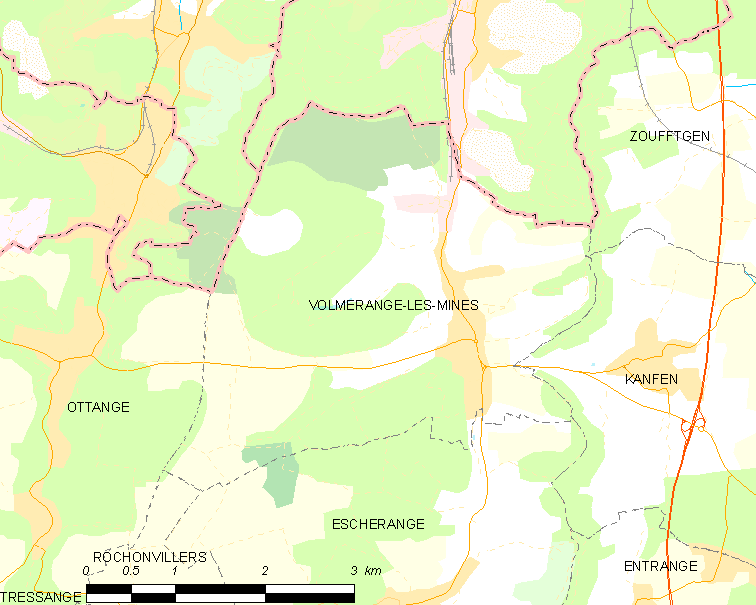
沃尔默朗日莱米讷的OSM定位图

沃尔默朗日莱米讷的时区为UTC+01:00、UTC+02:00（夏令时）。

## 行政
沃尔默朗日莱米讷的邮政编码为57330，INSEE市镇编码为57731。

## 政治
沃尔默朗日莱米讷所属的省级选区为于茨县。

## 人口

1962-2008年间沃尔默朗日莱米讷人口变化图示

沃尔默朗日莱米讷于2022年1月1日时的人口数量为2284人。